# Araneus granadensis
Araneus granadensis es una especie de araña de la familia Araneidae, que se encuentra en Colombia, Ecuador, Perú y Venezuela.

## Descripción
Alcanza hasta 18 mm de longitud. Presenta ocho ojos dispuestos en dos filas, quelíceros robustos, patas espinosas cortas y abdomen en forma de globo pronunciado, de color marrón obscuro, verde y naranja brillante.

## Hábitat y comportamiento
Vive cerca de los humedales o fuentes de agua de los Andes, entre arbustos, hierbas o árboles con frutos y flores dulces, que atraigan los insectos de los que se alimenta. Fabrica telas orbiculares simétricas, conformadas por un hilo central, varios radios y un espectacular espiral viscoso para atrapar a sus presas. Cuando el hilo central vibra fuertemente, sale en busca de la presa que ha caído. Pone entre 150 y 300 huevos, que eclosionan a las dos semanas. Al principio sólo toman agua y se alimentan de los restos de los huevos y después, se convierten en cazadoras.